# Brød
Brød er en gruppe af basale fødevarer der bliver fremstillet ved bagning eller stegning. Udgangsmaterialet er en dej som består af mel og vand, der oftest er tilsat levende gærsvampe, surdej eller et kemisk hævemiddel. Brød er populært i de vestlige samfund. Det bliver mest lavet af hvede, men i koldere egne har man i stedet brugt rug som brødkorn, og andre kornsorter kan der også bages brød af.

## Etymologi
Selve ordet "brød" er et fællesgermansk ord. Sammenlign f.eks. med engelsk bread, tysk Brot eller svensk bröd, af oldnordisk brauð, med betydningen "gæret, syrnet", eller fra det samme grundord som "bryde", for det blev først brugt om brødstykker eller krummer. Før det overtog betegnelsen for hele brødet, brugte man i stedet ordet lev (norrønt: hleifr, angelsaksisk: hlaf, moderne engelsk loaf, russisk хлеб, chleb, gammel højtysk: hleib (nyhøjtysk: Laib) eller låneord i finsk: leipä). I folkevisen om Niels Ebbesen hedder det:
Saa gæsted han en Kjærling,
hun havde ikke uden to Leve;
den ene gav hun Niels Ebbesen,
for han vog Den kullede greve.
Nogle af henvisningerne til brød i sagaerne tyder på en sammenhæng med kulten for Odin, der sandsynligvis opstod på den tid da brød blev indført. Det var en aristokratisk kultus, og i starten ser brød ud til at have været forbeholdt overklassen.
På Tunestenen, en runesten rejst på 300-tallet i Østfold og fundet i 1627 i kirkegårdsmuren ved Tune kirke, nu opbevaret på kulturhistorisk museum i Oslo, er indskriften tolket som: "Jeg Wiw virkede (dvs ristede indskriften) efter Wodurid, husbonden.".Bagsiden er tydet til: "(For mig?) Wodurid gjorde tre døtre stenen i stand, (men) gravølet de nærmest beslægtede (eller fornemste, eller mest gudebårne) af arvingerne." Eller: "(Jeg Wiw) overdrog (viede) stenen til Wodurid, (og) tre døtre holdt gravølet som de nærmeste af arvingerne."
Den afdødes navn, Wodurid, er en sammensætning af ri(de), her med betydningen "rytter". Det samme efterled ses i Odins tilnavne Atrídr og Frárídr (= ham, der rider til/fra). Det første led betyder "rasende, vild", som i tysk Wut (= raseri). Odins navn er afledet af det samme ord. Ordet witadahalaiban (læst som witandah laiban) på Tunestenen er også tænkt oversat med "sørgede for/gav brødet". På angelsaksisk betyder ordet hlaford, som vi kender som lord (= herre), netop "brød-giver" (loaf-giver). I tidlige engelske lovtekster omtales folk med en afhængig social status som "brød-ædere", dvs at andre sørgede for det brød de spiste. Ordet lady, angelsaksisk hlæfdîge, betyder videre "den, der ælter brødet". Lord svarer til det danske, middelalderlige tilnavn Lavard, også med betydningen "brødgiver", som i Knud Lavard, mens lady ikke fik nogen skandinavisk parallel.
»Blødt brød« er hvedebrød eller andet som modsætning til rugbrød. Vi finder det i udtryk som at »drikke kaffe med blødt brød«.

## Historie
I 2013 blev der fundet 14.000 år gamle brødrester i det nordøstlige Jordan. 24 forkullede brødkrummer dukkede op, da arkæologer undersøgte ildsteder efter jæger- og samlerkulturen i udgravningsfeltet Shubayqa. At bage brød er dermed ældre end landbrug og korndyrkning. I stenalderen blev mel og vand rørt til en grød, som blev bagt. I det gamle Egypten var brødbagning et af de mest afgørende fødevarehåndværk sammen med brygning af øl, og begge dele blev tillagt en religiøs betydning. Ud fra arkæologiske fund var det egypterne der opfandt den lukkede bageovn.
I Norden findes der intet spor af brød før 200-tallet, da det indførtes som noget særligt, der kun blev benyttet ved officielle festligheder og offerceremonier. Kun husbonden og husfruen fik brød med i graven. Først i 300-tallet e.Kr. begyndte skandinaverne at gå over fra grød til brød, først og fremmest bagt af byg, men også havre.
I egnen rundt Mälaren er der fundet forkullede rester, ikke mindst i gravene ved Birka. Brødene var først og fremmest bagt af byg, men havre blev også anvendt. Rug og hvede var mindre benyttet. Datidens tykke, grove brødtyper blev bagt i ovn eller direkte i ildstedet. Fra merovinger- og vikingetid kendes en tyndere brødtype med hvede i. Fund af brød på Helgö er blandt de ældste i Norden, og skaber indtryk af at brød i starten indgik i rituelle sammenhænge. I Rigstula (= Rigs sang), der indgår i den Ældre Edda, beskrives de tykke, grove brød trællene fik at spise, i modsætning til de fine skiver af hvedebrød, som Jarl spiste.
Produktion af brød forudsætter at en række opdagelser og opfindelser er gjort. Det drejer sig bl.a. om følgende:
- forædlede hvedesorter (selvafskallende)
- kværn
- sigte
- brugen af gær fra ølproduktionen
- den lukkede ovn eller lukkede potter

I Europa har brød været basismad gennem det meste af historien. Bagt brød kendes i Grækenland fra omkring 4000 f.Kr., og dyrkning af brødhvede bredte sig til Syd- og Vesteuropa i løbet af middelalderen. Hvedebrød blev luksusmad i Danmark for præsteskab, munke, adelige og borgere i løbet af middelalderen, men for alle andre blev det først hverdagsmad sidst i 1800-tallet. Siden da har det hvide, fuldsigtede mel været betragtet som den bedste kvalitet, indtil man blev klar over at kim- og skaldele i fuldkornsmel indeholder vigtige vitaminer og mineraler.

## Ingredienser
Udgangsmaterialet er en dej som består af mel og vand, der oftest er tilsat levende gærsvampe, surdej eller et kemisk hævemiddel. Det bliver mest lavet af hvede, men i koldere egne har man i stedet brugt rug som brødkorn. Dejen kan tilsættes andre ingredienser alt efter smag og behag som f.eks.
- Husholdningssalt
- Sukker
- Honning
- Fedtstof
- Æg
- Krydderier
- Krydderurter

## Hævning
Det bagte brød har 4 bestanddele. Skorpen yderst får tykkelse efter bagetiden og farve efter bagetemperaturen. Ører er sprækker i skorpen. Krummen er det indvendige af brødet, som indeholder porer (luftlommer) dannet ved hævning, kendt som poring.
Når man tilsætter gær, går der en fermentering i gang, hvor gærsvampene omsætter kulhydrater (sukker "C6H12O6" og vand) til ethanol ("alkohol") og CO2. Det får dejen til at svulme op, den hæver, og samtidig bliver brødet både mere indbydende og lettere at fordøje. Der fremstilles dog også "usyret brød" (= ikke-hævet brød), som har en vigtig rolle i mosaisk tro og nogle af de kristne trossamfund.
Til brødhævning kan også benyttes bagepulver, der kan være natron (natriumhydrogencarbonat) eller hjortetakssalt (ammoniumbikarbonat). I nyere tid forhandles der hvedemel som er tilsat bagepulver, og i bagererhvervet er de tilsvarende mix-produkter blevet næsten enerådende.
Den tredje fremgangsmåde anvender en surdej. I stedet for at tilsætte bagegær i rendyrket form bringes dejen til at hæve langsomt ved hjælp af en startkultur. Den laves ved at blande mel, vand og vildgær eller bagegær, så der opstår en dej der holdes aktiv, men langsom, f.eks. ved opbevaring i køleskab. Man tager kun en del af surdejen, hver gang der skal bages brød, og til gengæld tilsætter man den mel og vand for at holde den aktiv. Svarende til solera-systemet ved fremstilling af sherry, sikrer dette at noget af surdejen har fermenteret i lang tid. Surdejen giver brødet en let syrlig smag (deraf navnet), og den langsomme fermentering gør at de mere komplicerede kulhydrater i melet bliver delvis nedbrudt, sådan at brødet bliver lettere at fordøje. Brød af surdej har en let anderledes krumme end gærbrød og siges at kunne holde sig friske noget længere.
På grund af sit høje indhold af gluten (som giver brødet spændstighed og elasticitet) er hvede den kornsort, man foretrækker til brødbagning, men det er også muligt at lave brød af rug, byg, majs og havre, især hvis man blander disse med hvede, som man f.eks. gør i sigtebrød.
Ridsning: Man kan ridse dejen før bagning. Hermed menes at foretage et indsnit, der ved bagning fører til en sprække i brødskorpen kaldet et øre, der følger ridsen, snittet. Uden ridsning er der større risiko for spontane ører, hvis forløb ikke lader sig kontrollere så let. Risikoen for spontane ører falder med længere hævetid.

## Brødtyper
Der findes mange variationer af grundopskriften på brødfremstilling, f.eks.
- Ovnbagt:
  - pizza
  - chapati
  - pita
  - kiks
  - baguette – "flûte"
  - krydder
  - kløben
  - tvebak
  - pumpernikkel
  - rugbrød
  - ciabbattabrød
  - brezel (kringle)
  - toast
  - Krydderbolle
  - wienerbrød
- Bagt åbent:
  - fladbrød
  - knækbrød
  - tortilla
  - pandekage – "crêpe"
  - beignet
- snobrød

## Brød i kulturel sammenhæng
Brød nævnes i kristendommens fadervor, hvor det skal forstås som "mad" i bred betydning.
"[Om de sultende fattige]: Har de ikke brød, så lad dem spise kage." Citatet er tillagt Ludvig 15.s datter Victoire. Senere er det tillagt dronning Marie Antoinette. Citatet har intet historisk belæg, men skal vise, hvor lidt forståelse overklassen havde for den nød, store dele af folket befandt sig i.
- Sebastian Stoskopff: Stilleben med frugter, ost og brød (begyndelsen af det 17. århundrede)
- Ukendt kunstner: Fattig og rig eller krig og fred (17. århundrede)